# Barriera Schottky
Una barriera Schottky, dal nome del fisico tedesco Walter Schottky, è una barriera di potenziale formata da una giunzione metallo-semiconduttore che possiede caratteristiche rettificanti,  adatta ad essere usata come diodo. Le maggiori differenze fra una barriera Schottky e una giunzione p-n sono la sua bassa tensione di giunzione e la sua piccola (quasi inesistente) larghezza della regione di carica spaziale nel metallo.
Non tutte le giunzioni metallo-semiconduttore formano barriere Schottky. Una giunzione metallo-semiconduttore che non rettifica una corrente viene chiamato contatto ohmico. Le proprietà rettificanti dipendono dal lavoro di estrazione del metallo, dalla banda proibita, dal tipo e dalla concentrazione dei drogaggi nel semiconduttore e da altri fattori. La progettazione di dispositivi semiconduttori richiede una certa familiarità con l'effetto Schottky per assicurarsi di non andare a formare accidentalmente barriere Schottky laddove è invece voluto un contatto ohmico.

## Vantaggi
Le barriere Schottky, grazie alla loro bassa tensione di soglia, hanno applicazioni nei dispositivi che simulano il più fedelmente possibile il comportamento ideale di un diodo. Essi sono inoltre usati assieme a normali diodi e transistor, al fine ad esempio di formare un circuito di protezione implementabile per la loro bassa tensione di giunzione.
Poiché uno dei materiali presenti all'interno di un diodo Schottky è il metallo, è possibile spesso formare dispositivi con basse resistenze; in più, il fatto che sia necessario un solo tipo di drogaggio può semplificare significativamente il processo di fabbricazione; inoltre, grazie al meccanismo di conduzione delle cariche maggioritarie, i diodi Schottky possono raggiungere velocità di commutazione più elevate rispetto ai diodi a giunzione p-n, essendo così adatti alla rettificazione di segnali ad alta frequenza.

## Dispositivi
Una giunzione metallo-semiconduttore che forma una barriera Schottky è noto come diodo Schottky.

Un transistor a giunzione bipolare con una barriera Schottky tra la base e il collettore è noto come transistor Schottky. Poiché la tensione di giunzione della barriera Schottky è abbastanza bassa, il transistor non entra mai in una saturazione troppo profonda, il che migliora la velocità nell'uso in commutazione. Questa è la base per i TTL Schottky e “advanced” Schottky, oltre che alle loro varianti a basso consumo di energia.
Un MESFET, o FET a giunzione metallo-semiconduttore, è un dispositivo simile nel funzionamento ad un JFET che utilizza una barriera Schottky polarizzata inversamente in grado di instaurare una regione di svuotamento. Una variante di questo dispositivo è il HEMT (high-electron-mobility transistor), il quale inoltre utilizza una eterogiunzione che permettere di implementare un dispositivo con una conduttanza molto elevata.
Le barriere Schottky sono comunemente usate nelle tecniche di caratterizzazione elettrica dei semiconduttori. Infatti, nei semiconduttori, viene creata una regione di carica spaziale tramite gli elettroni del metallo, i quali "spingono" al di fuori gli elettroni del semiconduttore (si tratta di una semplificazione). Nella regione di svuotamento i drogaggi rimangono ionizzati e danno vita a una carica spaziale che, a sua volta, dà vita a una capacità nella giunzione. L'interfaccia fra il metallo-semiconduttore e, opposta ad essa, il bordo della zona svuotata forma una capacità, e la regione di carica spaziale tra di esse agisce come dielettrico. Applicando una tensione alla giunzione è possibile variare la larghezza della regione di carica spaziale: se la si polarizza inversamente, verranno spinti fuori gli elettroni dovuti al drogaggio; se la si polarizza direttamente, gli elettroni verranno invece attirati.
Analizzando l'emissione e la cattura degli elettroni dai drogaggi (o più frequentemente dai difetti cristallini o dalla dislocazione, o ancora da altre trappole di elettroni) è possibile caratterizzare il tipo di materiale semiconduttore.
La più popolare fra le tecniche di caratterizzazione elettrica che usa questo tipo di giunzione sono i DLTS e il CV profiling.
Una barriera Schottky FET ai nanotubi di carbonio usa il contatto non lineare fra un metallo e un nanotubo di carbonio per formare una barriera Schottky che può essere usata per implementare diodi, transistor e dispositivi elettronici di tipo Shottky estremamente piccoli, con proprietà elettroniche e meccaniche uniche.